# Sliabh Notes
Sliabh Notes is een Ierse traditionele groep die vanaf 1995 actief was in Ierland. De band werd opgericht door Dónal Murphy diatonische accordeon, Matt Cranitch viool, en Tommy O'Sullivan zang en gitaar. Hun eerste album was Sliabh Notes in 1995. Het tweede album Gleanntán is voornamelijk instrumentaal. Daarna volgde nog  het album Along Blackwater’s Banks. Op dit laatste album waren ook de zeer bekende gasten Matt Molloy fluit, Kevin Burke viool, Steve Cooney gitaar en Colm Murphy bodhrán aanwezig.

## Discografie
- Sliabh Notes met Matt Cranitch, Dónal Murphy en Tommy O'Sullivan - 1995
- Gleanntán –  met Sliabh Notes -  met gasten Stephen Cooney John Larkin en Johnny McCarthy -  1999
- Along Black Water’s Banks - met gasten Matt Molloy, Kevin Burke, Colm Murphy en Stephen Cooney - 2001